# François Verjus
François Verjus (* 1633 in Joigny; † 17. Dezember 1710 in Grasse) war ein französischer Bischof.

## Leben

### Herkunft und Familie
François Verjus stammte aus einer vornehmen Familie der Île-de-France, die seit dem 15. Jahrhundert in Joigny ansässig war. Ein Antoinse Verjus, wahrscheinlich der Großvater, war dort in den 1620er und 1630er Jahren Steuerbeamter. Der Vater Antoine war Bailli (Vogt) von Joigny; seine Mutter hieß Barbe de Champrenaut. Seine drei Brüder waren der Diplomat Louis Verjus (1629–1709), Graf von Crécy, Antoine Verjus (1632–1706), ein bekannter Jesuit, und der früh verstorbene Prediger Jean Verjus.

### Leben als Oratorianer
François Verjus schlug die kirchliche Laufbahn ein, studierte wahrscheinlich in Paris drei Jahre Theologie, erwarb aber keinen akademischen Grad in Theologie, sondern ein Lizentiat in Kirchenrecht. Er wurde Priester und 1656 Mitglied der Kongregation der Oratorianer. Als solcher lebte er in verschiedenen Häusern der Kongregation in Paris: 1662 in St-Magloire, dann – seinem zum Generaloberen gewählten Mentor Sénault folgend – in St-Honoré (Oratorium des Louvre). Als Ludwig Anton von Pfalz-Neuburg 1674 die Abtei Fécamp erhielt, bestellte er Verjus zu seinem geistlichen Verwalter dort. 1677 erhielt Verjus die Abtei Barbeau in der Diözese Sens als Pfründe.

### Ernennung zum Bischof
Von 1680 an verbrachte er vier Jahre in Begleitung seines Diplomatenbruders Louis de Crécy in Deutschland. Nach Frankreich zurückgekehrt, ernannte ihn König Ludwig XIV. mit Dekret vom 31. Mai 1684 zum Bischof von Grasse, transferierte ihn aber noch vor Eingang der päpstlichen Bestätigung nach Glandèves (13. November 1685) und am 18. April 1686 auf Verjus’ Wunsch hin wieder nach Grasse. Erst im Konsistorium vom 10. März 1692, nach der Beilegung der Differenzen zwischen König Ludwig und dem hl. Stuhl (→ Gallikanismus), erhielt Verjus schließlich die päpstliche Bestätigung und wurde am 7. Dezember 1692 in der Dominikanerkirche in Paris, rue de Charonne, geweiht. Der Zeremonie stand der Bischof von Boulogne vor, Claude Le Tonnelier de Breteuil. Am 23. Dezember legte Bischof Verjus dem König den Treueid ab.

### Wirken als Bischof
Während seines Episcopats wurden die Einkünfte der Propstei von Grasse, die sein späterer Nachfolger als Bischof von Glandèves, Charles de Villeneuve, innehatte, wieder mit der bischöflichen Mensa vereinigt, ebenso die mit der Würde verbundenen Privilegien mit denen des Sakristans. Allerdings rief dieser Rechtsakt, bestätigt durch eine Bulle Innozenz’ XII. vom 30. Juli 1692, den Widerstand des Kapitels hervor; der daraus folgende Rechtsstreit, bis hin zum königlichen Staatsrat (conseil du roi), kam erst unter Verjus’ Nachfolger Mesgrigny zu einem Ende.
Mgr. Verjus beherbergte 1695 in seinem Bischofspalast den Herzog von Vendôme, der auf der Durchreise nach Italien war. 1702 erließ er neue Synodalanordnungen und verbot 1706, unter der Strafe der Exkommunikation, die jouvines genannten Tänze und Spiele, die jeden Montag der Fastenzeit in Saint-Hilaire veranstaltet wurden. Im Jahr 1707 wurde die Diözese Grasse von den Truppen des Herzogs von Savoyen besetzt, der während des Spanischen Erbfolgekriegs sein Hauptquartier in Biot hatte. Ortschaften wie Saint-Laurent wurden von den Besatzern gebrandschatzt, Priester, die sich an die Spitze des Widerstandes der Bevölkerung gesetzt hatten, misshandelt und ihre Kirchen geplündert. 

### Tod
François Verjus starb am 17. Dezember 1710 in Grasse und wurde in der Bischofsgruft beigesetzt.